# Ravno Polje
Ravno Polje (en serbe cyrillique : Равно Поље) est un village de Bosnie-Herzégovine. Il est situé dans la municipalité d'Ugljevik et dans la république serbe de Bosnie. Selon les premiers résultats du recensement bosnien de 2013, il compte 666 habitants.

## Géographie
Ravno Polje se trouve dans la région de Semberija.

## Démographie

### Répartition de la population par nationalités (1991)
En 1991, le village comptait 466 habitants, répartis de la manière suivante :

### Communauté locale
En 1991, la communauté locale de Ravno Polje comptait 2 039 habitants, dont 1 567 Musulmans-Bosniaques (76,82 %) et 461 Serbes (22,61 %).